# Sławomir Maj
Sławomir Maj (ur. 1933, zm. 23 czerwca 2021) – polski geofizyk, dr hab.

## Życiorys
Obronił pracę doktorską, następnie uzyskał stopień doktora habilitowanego. Został zatrudniony na stanowisku docenta w Instytucie Geofizyki Polskiej Akademii Nauk, oraz był członkiem Komitetu Geofizyki PAN.

## Wyróżnienia
- 2016: Honorowy Członek Polskiego Towarzystwa Geofizycznego[1]
- Odznaka Ministerstwa Środowiska[1]
- Złota Odznaka PTGeof[1]